# リーチ・フォー・ザ・スカイ (オールマン・ブラザーズ・バンドのアルバム)
『リーチ・フォー・ザ・スカイ』（Reach for the Sky）は、アメリカ合衆国のロック・バンド、オールマン・ブラザーズ・バンドが1980年に発表したスタジオ・アルバム。

## 背景
所属レーベルであったCapricornの倒産に伴い、アリスタ・レコードへ移籍して発表された。
この頃、オリジナル・ドラマーであるジェイモー（ジェイ・ジョハンソン）のパーソナル・マネージャーとバンドの折り合いが悪くなり、ジェイモーは本作を最後としてバンドを解雇され、ダン・トーラーの弟のデヴィッド・"フランキー"・トーラーが後任として加入した。ただし、ジェイモーは1986年に行われた単発のベネフィット・ライヴでバンドに復帰し、1989年の再々結成時にも正式メンバーとして名を連ねている。

## 反響・評価
バンドの母国アメリカでは、本作がBillboard 200で27位に達し、シングル「アンジェリン」はBillboard Hot 100で58位を記録した。トム・カーソンは1980年10月16日付の『ローリング・ストーン』誌において「今回のサウンドはより分厚くヘヴィで、所々においてファンク色が強く、それは共同プロデューサーのマイク・ロウラーとジョニー・コブによる部分が大きいのではないかと考える」と評している。

## 収録曲
1. ヘル&ハイ・ウォーター "Hell & High Water" (Dickey Betts) – 3:37
2. ミステリー・ウーマン "Mystery Woman" (Gregg Allman, Dan Toler) – 3:35
3. マッドネス・オブ・ザ・ウエスト "From the Madness of the West" (D. Betts) – 6:37
4. 轍 "I Got a Right to be Wrong" (D. Betts) – 3:44
5. アンジェリン "Angeline" (D. Betts, Johnny Cobb, Mike Lawler) – 3:43
6. 忘れ得ぬ言葉 "Famous Last Words" (D. Betts, Bonnie Bramlett) – 2:48
7. キープ・オン・キーピン・オン "Keep On Keepin' On" (D. Betts, D. Toler) – 4:11
8. あばよ "So Long" (G. Allman, D. Toler) – 6:54

## 参加ミュージシャン
- グレッグ・オールマン - ボーカル、オルガン
- ディッキー・ベッツ - ボーカル、ギター、シンセサイザー
- ダン・トーラー - ギター
- デヴィッド・ゴールドフライズ - ベース
- ジェイ・ジョハンソン - ドラムス
- ブッチ・トラックス - ドラムス、パーカッション

アディショナル・ミュージシャン
- ジム・エセリー - ハーモニカ
- ジョニー・コブ - ピアノ、バックグラウンド・ボーカル
- マイク・ロウラー - ピアノ、エレクトリックピアノ、シンセサイザー
- マーク・モリス - コンガ、ティンバレス、パーカッション
- シェリー・コブ - バックグラウンド・ボーカル
- トーマス・ケイン - バックグラウンド・ボーカル